# Masdevallia corniculata
Masdevallia corniculata es una especie de orquídea epífita originaria del oeste de Sudamérica.

## Descripción
Es una orquídea de pequeño tamaño que prefiere el clima cálido al fresco, es de hábitos epífitas, con robustos ramicaules erectos  envueltos basalmente por 2-3 vainas tubulares que llevan una sola hoja, apical, erecta, coriácea,  oblongo-lanceolada, obtusa que está cuneada abajo en el peciolo. Florece en la primavera-verano y otoño en una inflorescencia erecta de 10 cm de largo, con una flor individual de color verde pálido de 8 cm de longitud, perfumada.

## Distribución y hábitat
Se encuentra en las laderas orientales de los Andes de Colombia y Ecuador en elevaciones de 1600 a 2500 metros.

## Cultivo
Se debe mantener la planta en sombra parcial. La planta puede ser cultivada en condiciones frescas o intermedias. Poner la planta en una maceta con corteza fina, musgo sphagnum o perlita. Regar con regularidad y mantenerla húmeda.

## Sinonimia
- Megema corniculata (Rchb.f.) Luer, Monogr. Syst. Bot. Missouri Bot. Gard. 105: 11 (2006).
- Masdevallia inflata Rchb.f., Gard. Chron., n.s., 16: 716 (1881).
- Masdevallia corniculata var. inflata (Rchb.f.) A.H.Kent in H.J.Veitch, Man. Orchid. Pl. 5: 37 (1889).
- Masdevallia calyptrata Kraenzl., Notizbl. Königl. Bot. Gart. Berlin 1: 83 (1895).[1][2]